# 魚姑娘
《魚姑娘》是傈僳族的神話傳說，該故事由向華改編，收錄於生活‧讀書‧新知三聯書店於2013年出品的中國民間童話系列。將人們因為不懂珍惜釀成遺憾作為主題的異種族婚姻題材作品。

## 概述
這是個關於傈僳族青年蘆笙偶然邂逅年輕龍女，與之相識結婚，但最後因為聽信魔王的女兒的讒言將龍女趕走，釀成遺憾的故事。

## 故事概要
故事環繞著一名居住在大江旁的寨子的青年蘆笙展開，講述青年蘆笙與魚姑娘之間的愛情經歷。蘆笙自幼失去雙親，仰賴捕魚為生，他有著好看的長相，擅吹蘆笙，除此之外沒有其他本事，平常過著吹蘆笙、與人閒聊、三天捕魚兩天曬網的生活，由於家境過於貧困也無法娶妻，連漁網破損也懶得修補。某日蘆笙礙於家裡糧食所剩無幾，前往水域捕魚但未能如願，僅捕獲一條漂亮的小紅魚，最初他認為僅憑該條小紅魚無法果腹，兩度放走牠但還是兩度捕獲牠，第三次捕獲小紅魚後，他無奈之餘認為倘若放了牠，糧食便沒有著落，於是將這條小紅魚帶回家裡養在一個盛水的破碗裡。
蘆笙仍過著捕魚維生的生活，但每逢他外出不在家的期間，被蘆笙養在家裡的小紅魚便會變身成一名長相精緻的姑娘為他準備飯菜，即便是蘆笙的家裡缺糧，仍能招來魚米蔬菜等食材進行烹飪。蘆笙起先對於家裡憑空出現飯菜沒有細究，直至後來壓抑不住好奇心躲在窗外偷窺才發現這個秘密，感動之餘向魚姑娘求婚獲得同意並結為夫妻。魚姑娘請蘆笙在家裡製作一座木櫃，完成後，許多長著長而光滑頭角的牛、馬、羊等牲畜從木櫃裡現身，寨子裡的資深老人認出這些牲畜是江裡龍王的牲口，蘆笙和魚姑娘過上了富裕的生活。
然而好景不常，在蘆笙和魚姑娘居住的寨子後方，有名魔王和女兒居住在高山裡，魔王的女兒看中了蘆笙。一日蘆笙為了尋回走失的小羊前往這座山裡，遇見抱著小羊的魔王的女兒，當蘆笙請求魔王的女兒歸還小羊時，魔王的女兒笑著以自己想喝羊血、蘆笙家裡牲畜成群為由，讓蘆笙同意送出這隻小羊，隨後魔王的女兒以花言巧語勾引他，要求蘆笙吹奏蘆笙之際施咒迷惑他，她誆稱魚姑娘其實是個魚精，催促他將魚姑娘趕走。遭魔王的女兒用讒言誆騙和施咒迷惑的蘆笙，不但在返家後氣憤地摔家裡的鍋碗，還對試著關切他的魚姑娘惡言相向，將她趕出家裡，盡管魚姑娘一再詢問蘆笙是否真要她離開，仍舊無濟於事，最終失望心碎的魚姑娘再度回到江裡，連先前被魚姑娘招來蘆笙家裡的龍王牲口，也全數跟著跳回江裡離開蘆笙。趕走魚姑娘、頓失所有家畜牲口的蘆笙急忙會見魔王的女兒告知此事，結果魔王的女兒因為獲悉蘆笙擁有的龍王牲口全數離開、無法嚐到牲畜的血液，一改先前的諂媚態度而勃然大怒，嫌棄蘆笙是無用的窮鬼將其趕下山。
一無所有、被魔王的女兒拋棄的蘆笙離開山中，頓時神智清醒，為自己驅逐魚姑娘的做為後悔不已，他因為過度思念魚姑娘，待在江邊放聲大哭三天三夜，一隻蟾蜍因為有感於蘆笙的悲傷，於是提出會幫忙他、但在過程不許笑的條件，大口吸取江水。蟾蜍第一次吸取江水時，蘆笙因為看見蟾蜍的滑稽模樣忍不住放聲大笑，讓蟾蜍感到不悅將吸取的江水全部吐出，懊惱不已的蘆笙再次為了思念魚姑娘待在江邊放聲大哭三天三夜，看不下去蘆笙深陷悲傷的蟾蜍決定再度幫忙他，這次蘆笙努力忍住了想笑的念頭和舉動，終於在蟾蜍吸取大部分的江水後，如願見到正坐在織布機前織錦的魚姑娘。
蘆笙激動地跳下岸邊，跑向魚姑娘的身邊試著挽回、懇求她跟自己回家，但是此時的魚姑娘已經對蘆笙心灰意冷，她坦承自己真實的身分是江裡龍王的女兒，原本是因為喜歡聽蘆笙吹奏蘆笙、看著蘆笙經常用破網捕魚，認為蘆笙為人老實才想跟他一起生活，卻未料蘆笙會聽信魔王的女兒讒言。盡管蘆笙強調自己已經不再理會魔王的女兒，魚姑娘仍拒絕與蘆笙復合，原因是她已經準備和龍子結婚，這也是她現在會著手編織著自己的嫁妝的理由。蘆笙見及魚姑娘親手織造的精美錦緞，憶起魚姑娘的種種優點而懊悔哭泣，魚姑娘感慨雙方的關係已經覆水難收，加著迎親的隊伍已經抵達，於是從織布機扯下一段白色的錦緞，送給蘆笙當成離別紀念，蘆笙也被漫上的江水捲回岸邊。
故事的最後，魚姑娘正式風光出嫁，龍王嫁女的熱鬧隊伍在江水中前行；返回陸地的蘆笙則將魚姑娘送給他的白色錦緞纏在頭上哭泣，為自己失去魚姑娘懊悔莫及。

## 收錄書籍
《中國民間童話系列：魚姑娘（僳僳族）》

故事改編：向華

出版社：生活‧讀書‧新知三聯書店

出版日期：2013年09月01日

ISBN：9787108047076

## 相關項目
- 螺女：中國異種族婚姻題材傳說。
- 蛤女房：日本異種族婚姻題材傳說。
- 異類婚姻譚（英语：Human–animal marriage）

## 外部連結
- 中國民間童話系列：魚姑娘（ 僳族） （页面存档备份，存于）

## 出處
1. 1 2  . 博客來.   [2018-06-07]. （原始内容存档于2018-06-12）.

## 参看
- 中国妖怪列表
- 中国神话人物列表